# El meu desencís amb Rússia
El meu desencís amb Rússia és una obra d'Emma Goldman que descriu les seues experiències en la Rússia soviètica de 1920 a 1921, on va veure la tergiversació de la Revolució russa de 1917. En l'obra, enraona com la seua simpatia cap a la revolució esdevé odi cap als bolxevics en veure el partit com una organització autoritària i contrària a l'esperit de la revolució.
S'havia proposat explicar com el domini dels bolxevics era de fet una traïció dels principis de la revolució en un treball titulat originàriament Els meus dos anys a Rússia. Els editors, però, n'alteraren el títol i llevaren els capítols finals: això produí un llibre que transmet la desil·lusió amb la revolució més que amb les tàctiques pseudorevolucionàries dels bolxevics. Després de moltes negociacions amb els editors, El meu desencís posterior amb Rússia (també titulada així per l'editor) es publicà amb els capítols omesos en l'edició anterior.